# Andromeda

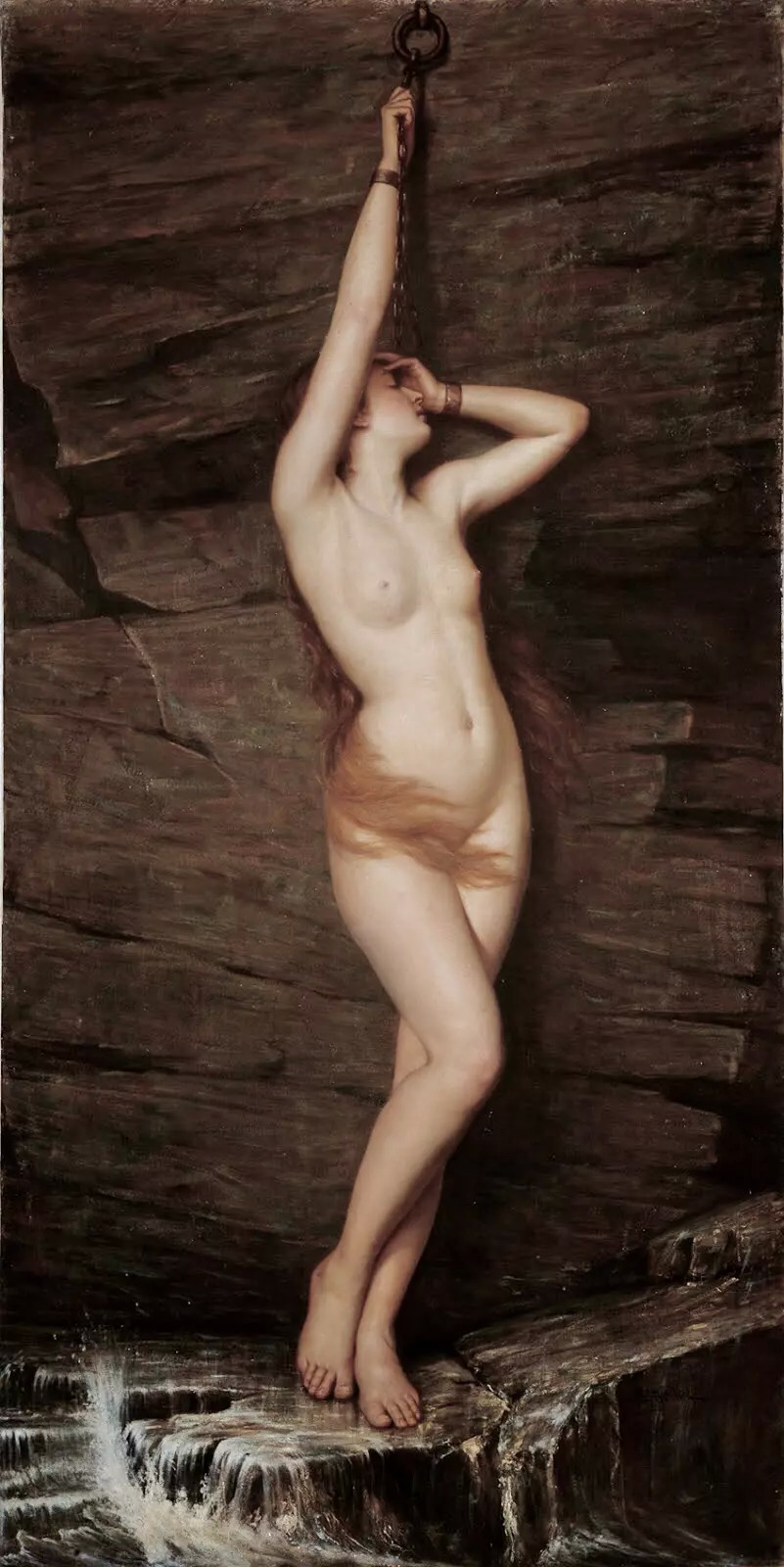
Họa phẩm về nàng công chúa Andromeda

Andromeda (tiếng Hy Lạp: Ἀνδρομέδη/Andromédē) là một công chúa xinh đẹp tuyệt trần trong thần thoại Hy Lạp nhưng chính vì  sắc đẹp mà nàng phải hy sinh thân mình để cứu vương quốc Aethiopia. Công chúa Andromeda đã chịu hình phạt bị lột trần truồng,xích lên vách đá làm vật hiến tế cho một con quái vật biển để chuộc lỗi cho sự cho khoe khoang của mẹ nàng là hoàng hậu Cassiopeia. Nàng sau đó đã được cứu thoát khỏi cái chết bằng hành động anh hùng của vị dũng sĩ Perseus mà sau này sẽ thành chồng của nàng. Nàng Andromeda là nhân vật điển hình của Mô típ thiếu nữ gặp nạn và được anh hùng giải cứu.

## Câu chuyện

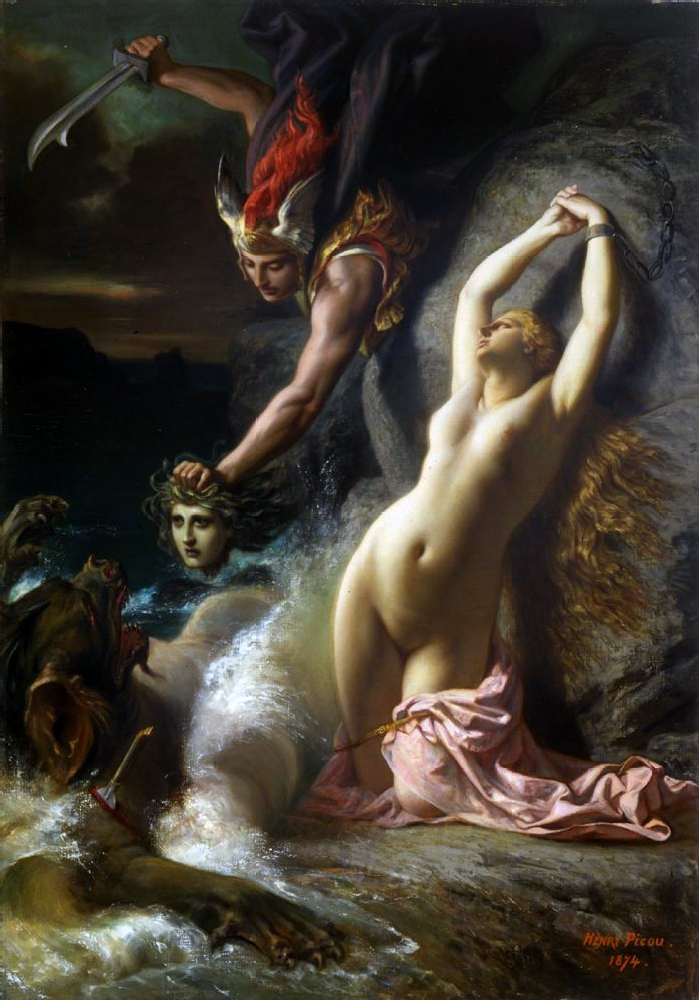
Nàng công chúa Andromeda bị lột trần truồng hiến tế cho quái vật biển, sau được Perseus giải cứu

Công chúa Andromeda vốn là con của vua Cepheus và hoàng hậu Cassiopeia trị vì vùng đất Aethiopia có nhan sắc cực kì xinh đẹp. Cassiopeia tự hào rằng con gái của bà - công chúa Andromeda (có bản ghi là vẻ đẹp của chính bà) đẹp hơn nhiều lần chị em Nereid (Nereid là tên của 50 nữ thần biển có sắc đẹp tuyệt trần dưới thủy cung, con gái của thần biển Nereus). Lời nói kiêu ngạo của Cassiopeia tới tai những nàng tiên Nereid. Họ liền báo với cha là  thần Poseidon. Để trừng phạt hoàng hậu xứ Aethiopia cho sự kiêu ngạo của mình. Vị chúa của biển cả Poseidon-anh trai của thần Zeus tức giận dâng nước gửi đến những trận lụt cùng một con quái vật biển có tên là Cetus đến tàn phá và bắt và ăn thịt dân chúng.
Cepheus liền hỏi ý kiến các vị tiên tri cách cứu vương quốc. Họ thông báo cho nhà vua sự bình yên sẽ trở lại với Aethiopia nếu ngài hiến dâng con gái của mình cho quái vật biển Cetus. Nhà vua không muốn đưa con gái mình vào chỗ chết nhưng không có sự lựa chọn nào khác. Công chúa Andromeda được đưa tới bờ biển cho các nữ thần biển xiềng nàng lên một tảng đá. Để con quái vật biển có thể nhận ra nàng là bữa ăn của nó, công chúa bị lột hết váy áo chỉ để lại những đồ trang sức sáng lấp lánh dưới ánh nắng (lột hết y phục nữ đồng trinh hiến tế và đeo trang sức cho họ nhằm bắt mắt quỷ thần bởi quan niệm phân nửa niềm vui của món ăn là trình bày).
Công chúa đứng trên sóng quất vách đá, nhợt nhạt với nỗi khiếp sợ và vào số phận sắp xảy ra. Thi sĩ La Mã Ovid cho chúng ta biết trong cuốn sách của ông, làn da nàng Andromeda trắng đến nỗi á thần Perseus bay qua lúc đầu gần như nhầm nàng một bức tượng đá cẩm thạch. Chỉ có gió vò tóc của và những giọt nước mắt ấm áp trên má công chúa mà chàng nhận ra đây không phải là một bức tượng mà là một cô gái rất xinh đẹp bị lột trần và trói đang khóc lóc thảm thiết. Trái tim của chàng bị quyến rũ khi nhìn thấy vẻ đẹp yếu đuối bị nạn. Khi quái vật Cetus tiến đến chuẩn bị ăn thịt.
Chàng đã tiếp cận và giết chết Cetus bằng lưỡi hái của Hermes giải cứu Andromeda. Xao xuyến trước vị ân nhân của mình công chúa Andromeda nhận lời lấy Perseus-con trai của thần  Zeus và công chúa Danaë xứ Argos dù trước đó nàng đã đính hôn với Phineus nhưng hắn hèn nhát không dám bảo vệ nàng. Lễ cưới tổ chức trong sự tranh cãi, Agenor xuất hiện đòi công chúa và  Perseus đành phải lôi thủ cấp của rắn quỷ Medusa hóa Agenor thành đá. Sau đám cưới  Perseus đưa Andromeda trở về hòn đảo Serriphos quê hương của chàng. Perseus và Andromeda đã có sáu người con trai: Perses, Alcaeus, Heleus, Mestor, Sthenelus, và Electryon, cũng như hai con gái, Autochthe và Gorgophone. Hậu duệ họ sau này cai trị Mycenae từ Electryon xuống tới Eurystheus.

## Trong nghệ thuật

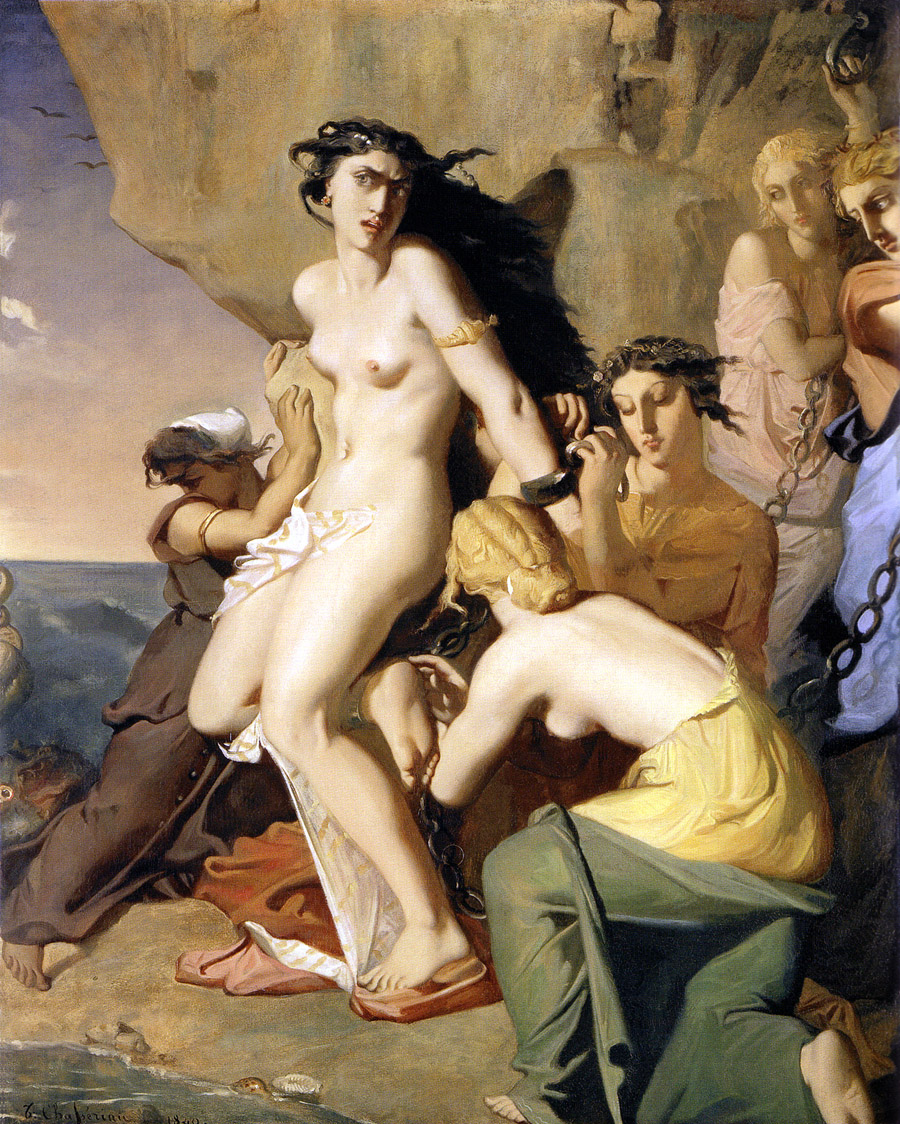
Andromeda bị các nữ thần biển trói vào tảng đá làm vật hiến tế

Câu chuyện của công chúa Andromeda là một tích điển nổi tiếng rất được phổ biến trong nghệ thuật cổ điển và văn chương. Thi sĩ Ovid đã kể về "sự bất công mà công chúa phải chịu đựng" trong tập thứ tư của tác phẩm truyện thơ nổi tiếng Metamorphoseon Libri của ông. Từ thời Phục hưng, Andromeda thường là trung tâm của sự quan tâm. Hoàn cảnh trần truồng bị giam cầm của công chúa Andromeda trở thành chủ đề điển hình được quan tâm trong đề tài tranh khỏa thân rất được ưa chuộng trong hội họa. Sự trần truồng của nàng trong các tác phẩm điêu khắc, tranh vẽ tượng trưng cho sự ngây thơ, yếu đuối và dễ bị tổn thương của con người phản ánh nền văn hóa Phục hưng. Chủ đề được vẽ lặp đi lặp lại trong suốt thế kỷ XIX. Năm 1973, một bộ phim hoạt hình ngắn được gọi là Perseus đã được thực hiện ở Liên Xô. Nhân vật công chúa Andromeda trong phim Clash of the Titans năm 1981 kể về câu chuyện của Perseus.

## Chòm sao Andromeda
Thiên hà Tiên Nữ còn được gọi là Thiên hà Andromeda. Hình ảnh công chúa Andromeda có thể biểu diễn trên bầu trời phía bắc bởi chòm sao Andromeda thuộc Thiên hà Andromeda. Qua  chòm sao Andromeda, bằng cách quan sát cả các ngôi sao mờ nhìn thấy được bằng mắt thường có thể tưởng tượng ra một thời con gái bị xích, đối diện hoặc quay lưng lại với mặt phẳng hoàng đạo.